# Волоська коса
Волоська коса — коса, смуга мілини на правому березі Бузького лиману в течії між Миколаєвом та Очаковом.

## Розташування

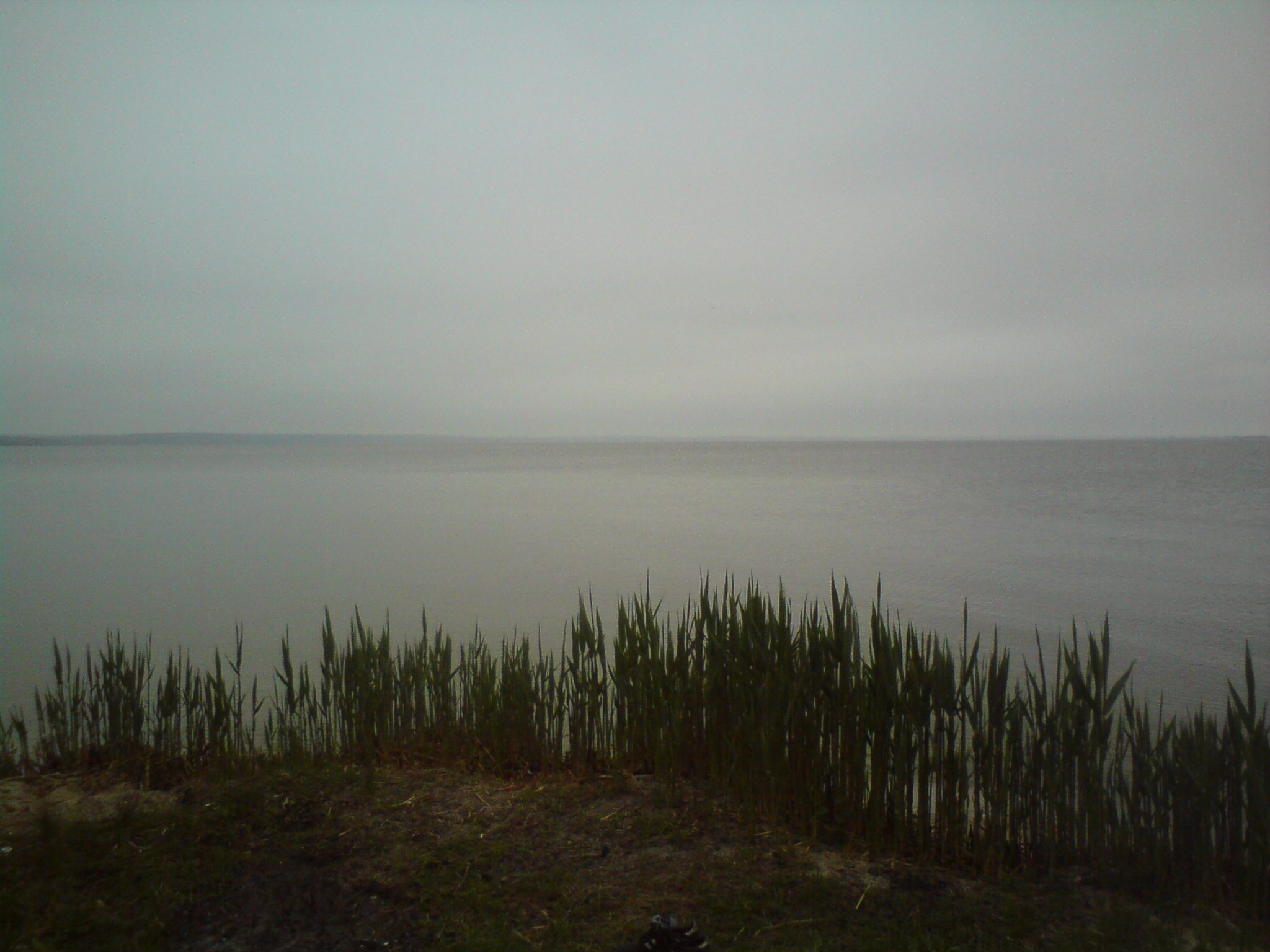
Вид з Волоської коси на Бузький лиман

Розташована за 38 км на південь від Миколаєва і 30 км на північний схід від Очакова, неподалік від села Парутине та державного археологічного заповідника Ольвія. Це остання велика коса Бузького лиману по його правому березі перед злиттям з Дніпровським лиманом. На протилежній від Волоської коси стороні лиману розташована Руська коса.
Неподалік коси, на протилежному березі розташований Миколаївський глиноземний завод, який є причиною пилових забруднень коси.

## Етимологія
Прикметник «волоський» походить від екзоніма «волохи», що використовувався в українській мові у середньовіччі та ранньомодерному часі на позначення романомовної людності Центрально-Східної Європи — сучасних румунів та молдован. Назва «волохи» ще вживалася за часів Тараса Шевченка, і засвідчена в його поемі "Гайдамаки". У примітках до першого видання поеми Т. Шевченко посилався на свідчення свого діда: «За гайдамаками ходив кобзар, його називали сліпим Волохом». Самі румуни та молдовани не називали себе волохами. Румунська академія зараховує це слово до нерумунських слів іншомовного походження. Припускають, що так косу назвали запорожці, що ловили тут рибу на орендних умовах.
На протилежному боці Бузького лиману розташована Руська коса, про яку є згадка 1737 року, вона позначена старою назвою українців — «русини», від якої утворений прикметник «руський/руська», таким чином дві коси утворюють топонімічну пару, в якій кожна коса маркується іншим етнонімом. Обидві назви Волоської і Руської коси були відомі ще до анексії Єдисану Російською імперією у 1783 році. 
Причиною постання таких назв можуть бути назви берегів річок, оскільки лівий берег Бузького лиману плавно переходить у правий берег Дніпра, а правий берег Дніпра раніше називали Руським берегом на противагу лівому берегові Дніпра, який називали Татарським. Відповідно правий берег Богу у нижній течії річки міг називатись Волоським берегом, як і коса, або міг вказувати напрямок шляху на Волощину/Молдову.
Інший варіант походження назви — від слова «волок» або «переволока» у сенсі «переправа», але така версія є малоймовірною, оскільки волоком називали ділянку на суші між двома водоймами несполученими водою. 

## Рекреаційні заклади
На Волоській косі розташована низка рекреаційних закладів, зокрема:
- оздоровчий комплекс «Зоря» ДП «Зоря-Машпроект»[5];
- риболовно-спортивна база відпочинку «Волоська Коса» Чорноморського суднобудівного заводу[6];
- база відпочинку «Волоський стан»[7].

## Історія
Волоська коса була місцем відпочинку та поховання загиблих після переправи військ шведського короля Карла XII і гетьмана Івана Мазепи через Бузький лиман в липні 1709 р.
В межах коси досі збереглось кілька козацьких поховань, більша ж частина козацьких поховань та всі шведські поховання були затоплені Бузьким лиманом через підйом води.
На початку XIX століття в околицях коси було знайдено мідну гармату. На стволі було викорбавуно: «Щасливого рементарствованія його милості Івана Мазепи гетмана войська і царської пресвятої величності Запорозького старанням його милості пана Павла Семеновича полковника Полтавського з товариством вилита сія гармата в Глухові в полку полтавському року 1692». Далі йшов вірш: «Од тебе Боже враги наші отойдуть з дороги і о імені твоєм востающи по нас падючи под ними. Іосіф Тимофєєвич дєлатєль». Гармата до 1871 р. зберігалась при штабі Чорноморського флоту в Миколаєві, потім була перевезена в Санкт-Петербург, де служить експонатом в артилерійському музеї.